# Werner Kienitz
Werner Kienitz (* 3. Juni 1885 in Kallies, Kreis Dramburg; † 31. Dezember 1959 in Hamburg) war ein deutscher General der Infanterie im Zweiten Weltkrieg.

## Leben
Kienitz trat am 11. März 1904 als Fahnenjunker in das Infanterie-Regiment „General-Feldmarschall Prinz Friedrich Karl von Preußen“ (8. Brandenburgisches) Nr. 64 in Prenzlau ein und wurde am 18. Oktober 1904 zum Fähnrich ernannt. Am 18. August 1905 folgte die Beförderung zum Leutnant und als solcher wurde Kienitz ab 1. Oktober 1912 als Regimentsadjutant eingesetzt. In dieser Funktion beförderte man ihn am 18. Februar 1913 zum Oberleutnant.
Mit Ausbruch des Ersten Weltkriegs und der Mobilmachung kam das Regiment an der Westfront zum Einsatz. Kienitz übernahm dort unter gleichzeitiger Beförderung zum Hauptmann am 24. Dezember 1914 eine Kompanie seines Stammregiments. Vom 1. Dezember 1915 bis 26. Januar 1917 war er beim Generalstab des Armeeoberkommandos 9, anschließend beim Generalstab der 21. Reserve-Division, wo er über das Kriegsende hinaus bis zu deren Rückführung in die Heimat und dortigen Demobilisierung verbleiben sollte.
Kienitz fungierte ab 22. April 1919 als Militär-Kreiskommissar und wurde in die Reichswehr übernommen. Dort war er in der Folge Kompaniechef im Reichswehr-Bataillon Berlin, im Reichswehr-Jäger-Bataillon 3, im Reichswehr-Infanterie-Regiment 5 und vom 1. Januar 1921 bis 30. April 1922 im 9. (Preußisches) Infanterie-Regiment, worauf er in den Stab des Artillerie-Führers III kam. Am 1. Februar 1924 versetzte man Kienitz in den Stab des Infanterie-Führers VI und beförderte ihn am 1. Februar 1925 zum Major. Vom 1. Oktober 1926 bis 30. Juni 1929 versah er Dienst beim Stab der 4. Division in Dresden. Am 1. Juli 1929 übernahm Kienitz das III. Bataillon des 18. Infanterie-Regiments in Bückeburg. Kurz darauf wurde Kienitz am 1. Oktober 1929 Oberstleutnant. Unter gleichzeitiger Beförderung zum Oberst am 1. März 1932 erfolgte seine Ernennung zum Kommandeur des 15. Infanterie-Regiments in Kassel. Kienitz wurde dann am 1. Oktober 1934 Kommandeur des Grenzschutzabschnitts Stuttgart, in dieser Funktion am 1. März 1935 Generalmajor und als solcher ab 15. Oktober 1935 Kommandeur der 24. Infanterie-Division in Chemnitz. Hier folgte am 1. April 1937 die Beförderung zum Generalleutnant.

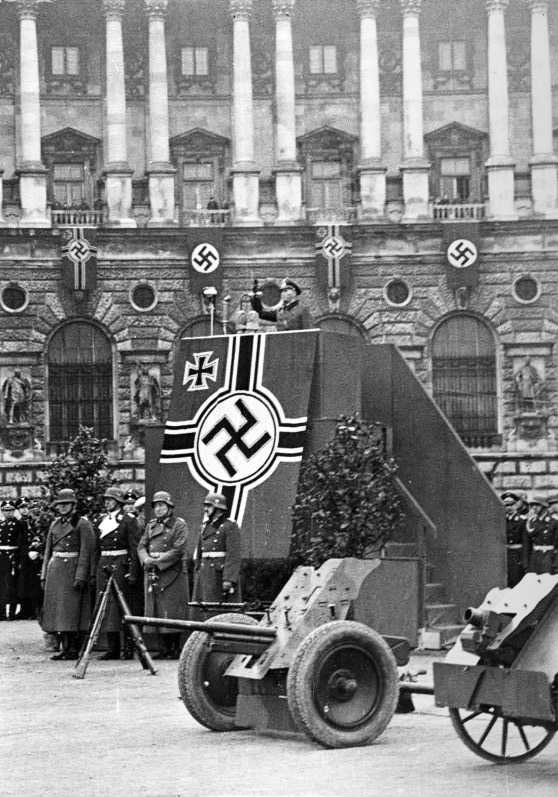
Werner Kienitz bei einer Rekrutenvereidigung auf dem Heldenplatz am 9. Dezember 1938

Ein Jahr später wurde Kienitz am 1. April 1938 General der Infanterie und erster Kommandierender General des XVII. Armeekorps. In dieser Funktion war er zugleich bis 26. August 1939 auch Befehlshaber des Wehrkreises XVII (Wien).
Mit Beginn des Zweiten Weltkriegs führte Kienitz das Armeekorps zunächst während des Überfalls auf Polen, dann ab Mai 1940 im Westen gegen Frankreich sowie ab 22. Juni 1941 im Krieg gegen die Sowjetunion, in dem ihm am 31. August 1941 das Ritterkreuz des Eisernen Kreuzes verliehen wurde. Am 22. Januar 1942 wurde Kienitz von seinem Posten abgelöst und bis 30. April 1942 in die Führerreserve versetzt. Er fungierte dann als Kommandierender General des stellvertretenden II. Armeekorps und Befehlshaber im Wehrkreis II. Kienitz kam am 1. Februar 1945 ein weiteres Mal in die Führerreserve und erhielt bis Kriegsende keine weitere Verwendung. Trotzdem erhielt er am 22. April 1945 noch das Deutsche Kreuz in Silber. Mit der bedingungslosen Kapitulation der Wehrmacht geriet er am 8. Mai 1945 in Alliierte Kriegsgefangenschaft, aus der er 1947 entlassen wurde.

## Auszeichnungen
- Roter Adlerorden IV. Klasse[2]
- Eisernes Kreuz (1914) II. und I. Klasse[2]
- Ritterkreuz des Königlichen Hausordens von Hohenzollern mit Schwertern[2]
- Ehrenkreuz des Fürstlichen Hausordens von Hohenzollern III. Klasse mit Schwertern[2]
- Bayerischer Militärverdienstorden IV. Klasse mit Schwertern[2]
- Hessische Tapferkeitsmedaille[2]
- Österreichisches Militärverdienstkreuz III. Klasse mit der Kriegsdekoration[2]
- Spange zum Eisernen Kreuz II. und I. Klasse